# Leucocoryne quilimarina
Leucocoryne quilimarina är en amaryllisväxtart som beskrevs av Pierfelice Ravenna. Leucocoryne quilimarina ingår i släktet Leucocoryne och familjen amaryllisväxter. Inga underarter finns listade i Catalogue of Life.